# ستيفين شويبل
ستيفن ميرون شويبل (بالإنجليزية: Stephen M. Schwebel)‏ (ولد في 10 مارس 1929)، هو فقيه ومستشار ومحكم أمريكي. يشغل منصب قاضي المحكمة الإدارية للبنك الدولي  وعضوًا في المجموعة الوطنية الأمريكية في محكمة التحكيم الدائمة. شغل سابقًا منصب رئيس المحكمة الإدارية للبنك الدولي (2010 - 2017)،   كرئيس للمحكمة الإدارية لصندوق النقد الدولي (1993-2010)،  كرئيس لمحكمة العدل الدولية (1997-2000)،  كنائب لرئيس محكمة العدل الدولية (1994-1997)  وقاضٍ بمحكمة العدل الدولية (1981-2000). قبل توليه منصبه في المحكمة العالمية، شغل القاضي شويبل منصب نائب المستشار القانوني لوزارة الخارجية الأمريكية (1974-1981) ونائب المستشار القانوني المساعد لوزارة الخارجية الأمريكية (1961-1967). كما عمل أستاذاً للقانون في كلية الحقوق بجامعة هارفارد (1959-1961) وجامعة جونز هوبكنز (1967-1981).

## النشأة والتعليم
ولد ستيفن شويبل في 10 مارس 1929 في مدينة نيويورك وأثناء دراسته الثانوية في مدينة نيويورك، أبدى اهتمامًا قويًا بمؤتمر الأمم المتحدة حول المنظمة الدولية الذي عقد في سان فرانسيسكو.
شكل مؤتمر الأمم المتحدة والمنظمة الطلابية التابعة للأمم المتحدة التي كان نشطًا فيها (والتي ارتبطت لاحقًا بجمعية الأمم المتحدة للولايات المتحدة الأمريكية) بداية تركيز طويل على العلاقات الدولية والقانون. بعد دخوله جامعة هارفارد، أصبح نشطًا في الحركة الطلابية للأمم المتحدة وشارك في تأسيس مجلس الأمم المتحدة في هارفارد. في عام 1950 حصل على درجة البكالوريوس مع مرتبة الشرف العليا في الحكومة من جامعة هارفارد وحصل على زمالة فرانك نوكس التذكارية.
مكّنت زمالة نوكس شويبل من إجراء البحث والدراسة في دولة من دول الكومنولث من اختياره. اختار شويبل دراسة القانون الدولي في جامعة كامبريدج في إنجلترا تحت إشراف السير هيرش لوترباخت الذي نصحه عند الانتهاء من عامه في كامبريدج بالالتحاق بكلية الحقوق. دخل بعد ذلك في كلية الحقوق بجامعة ييل حيث حصل على ماجستير في القانون. ب (1954). أثناء الدراسة في جامعة ييل، أخبر أستاذ القانون البارز ميريس ماكدوغال شويبل أنه لكي يصبح محاميًا دوليًا مؤثرًا، كان بحاجة أولاً إلى «كسب توتراته» في أفضل شركة محاماة ستأخذه. من 1954 إلى 959، مارس شويبل القانون كمساعد في مكتب محاماة (White &amp; Case) في مدينة نيويورك. أثناء وجوده هناك، أتيحت له الفرصة للمشاركة في واحدة من أكبر قضايا التحكيم الدولي في القرن العشرين - المملكة العربية السعودية ضد. شركة الزيت العربية الأمريكية. تم تعيين شويبل في «حفر» في القضية وقضى ساعات لا تحصى في المرور على الملفات. ومع ذلك، ولدت التجربة مصلحة مدى الحياة في التحكيم الدولي. في عام 1959، قبل منصب أستاذ مساعد للقانون في كلية الحقوق بجامعة هارفارد حيث كان يدرس حتى عام 1961.
في عام 1961، بدأ شويبل حياته المهنية مع وزارة الخارجية الأمريكية كمستشار قانوني مساعد لشؤون الأمم المتحدة. في عام 1967 عاد إلى الأوساط الأكاديمية كأستاذ للقانون الدولي في كلية جونز هوبكنز للدراسات الدولية المتقدمة.

## نائب مستشار وزارة الخارجية الأمريكية
في عام 1974 أصبح شويبيل نائب المستشار القانوني لوزارة الخارجية الأمريكية حيث ساعد في صياغة وتنفيذ السياسة الخارجية الأمريكية. خلال خدمته كنائب للمستشار القانوني، شارك كممثل مساعد، مستشار قانوني ونائب وكيل للولايات المتحدة في قضايا مختلفة أمام محكمة العدل الدولية بما في ذلك: تفسير اتفاقية 25 مارس 1951 بين منظمة الصحة العالمية ومصر (1980)، الموظفون الدبلوماسيون والقنصليون بالولايات المتحدة في طهران (1979-1980)، وعملوا كمستشار قانوني مساعد لشؤون الأمم المتحدة، بعض نفقات الأمم المتحدة (1962).

### المساءلة الكمبودية
في سبتمبر 1978، سعى شويبيل، بصفته نائب مستشار وزارة الخارجية الأمريكية، للمساءلة عن عمليات الإعدام الجماعية التي ارتكبها الخمير الحمر. كتب شويبل وزارة الخارجية البريطانية حول إمكانية رفع دعوى قضائية ضد كمبوديا أمام محكمة العدل الدولية بتهمة الإبادة الجماعية. على الرغم من أن شويبل اقترح أن أساس الإجراءات يجب أن يكون اتفاقية الإبادة الجماعية، فقد اعترف بأن إجراءات الدعوى ضد كمبوديا على أساس الاتفاقية لم تكن ذات أساس جيد. وذكر شويبل أن الفظائع لم تهدف على ما يبدو إلى تدمير، كليًا أو جزئيًا، «مجموعة قومية أو إثنية أو عرقية أو دينية»، على النحو المحدد في اتفاقية الإبادة الجماعية، ولكن بدلاً من أولئك الذين اعتبرتهم السلطات الكمبودية غير متعاطفين سياسيًا. اتفقت المملكة المتحدة مع مخاوف شويبل بقولها أنها شعرت بأن الحجج ضد بدء الإجراءات كانت قوية للغاية وأن معيار الفظائع يبدو أن الموقف السياسي (أو الموقف المفترض) من قبل الحكومة الكمبودية.

### فيلارتيجا ضد. بينيا-إيرالا
كانت شويبل عضوًا رئيسيًا في فريق وزارة الخارجية الأمريكية الذي بدأ وسعى للتأثير، من خلال موجز <i id="mwWw">صديق</i> للمحكمة، محكمة الاستئناف للدائرة الثانية في نظرها في القضية التاريخية فيلارتيجا ضد بينيا-إيرالا . في أغسطس 1979 ، قبل شهرين من المرافعات الشفوية في الدائرة الثانية، اتصلت شويبيل، بصفتها نائب المستشار القانوني، بقسم الحقوق المدنية في وزارة العدل وأعربت عن رغبة وزارة الخارجية الأمريكية في أن تأخذ وزارة العدل في الاعتبار التطورات في القانون الدولي، التي أثبتت بقوة أن جميع الأشخاص الطبيعيين يحق لهم الحصول على حقوق الإنسان الأساسية. كتب شويبل: 
 موقف وزارة الخارجية (الأمريكية) من مسألة القانون الدولي ذات الصلة مباشرة بحكم محكمة المقاطعة في فيلارتيجا هو أن أعمال التعذيب تنتهك حقوق الفرد بموجب القانون الدولي في عدم التعرض للتعذيب. إن امتلاك الفرد لهذا الحق هو استنتاج قائم على أحكام ميثاق الأمم المتحدة والتفسيرات الرسمية لتلك الأحكام والمعاهدات الأخرى والعادات والممارسات الدولية والمبادئ العامة للقانون - كل ذلك كما تعترف به الولايات المتحدة والدول الأخرى. كما أنها مستمدة من قرارات قضائية دولية ووطنية. 
 على الرغم من أخذ وزارة الخارجية الأمريكية والمحامي العام ووزارة العدل أكثر من ثمانية أشهر  لصياغة موقف نهائي مشترك في قضية فيلارتيجا ضد. تأثر بينا-إيرالا ، حكم محكمة الاستئناف بالدائرة الثانية، بأن التعذيب محظور بموجب القانون الدولي، تأثرًا كبيرًا <i id="mwaQ">بالمذكرات</i> الودية التي بدأها شويبيل وفريقه في وزارة الخارجية الأمريكية.

## محكمة العدل الدولية
في يناير 1981 ، تم انتخاب شويبل من قبل مجلس الأمن والجمعية العامة للأمم المتحدة، إلى جانب فكري الخاني من سوريا، لملء الشواغر التي أوجدتها وفاة ريتشارد ر. باكستر (الولايات المتحدة الأمريكية) وصلاح الدين ترازي (سوريا). أعيد انتخاب القاضي شويبل في 6 فبراير 1988 وأعيد انتخابه مرة أخرى في 6 فبراير 1997. انتخب نائباً لرئيس المحكمة من 1994 إلى 1997 وشغل منصب رئيس المحكمة من 1997 إلى 2000. خلال فترة عمله في المحكمة، حكم قاضي شويبيل في 38 قضية. وشملت هذه القضايا فتاوى مثل مشروعية التهديد بالأسلحة النووية أو استخدامها والاختلاف المتعلق بالحصانة من الإجراءات القانونية لمقرر خاص للجنة حقوق الإنسان، وحالات خلافية بين دول مثل الحادث الجوي المؤرخ 10 أغسطس 1999 (باكستان) الخامس. الهند) . وقد وصف العلماء وجهات نظره في هذه الحالات بأنها موسعة، متحمسة،  شاملة،  منطقية للغاية، ومن قبل أولئك الذين يشاركونه وجهات نظره، رائعة. تم ترشيحه للانتخاب لمحكمة العدل الدولية من قبل المجموعة الوطنية الأمريكية المكونة من الحزبين في محكمة التحكيم الدائمة أثناء رئاسة جيمي كارتر وحكمه في مشروعية التهديد أو استخدام الأسلحة النووية يعتبره بعض العلماء بما يتفق مع المحافظ المعتدل. كثيرا ما صوت القاضي شويبل ضد غالبية زملائه. ومع ذلك، فقد صوت ضد بلاده (الولايات المتحدة) أكثر من أي قاضي آخر في تاريخ المحكمة. يعتقد أن وجهة النظر القومية، على عكس الرأي القضائي، تقوض النظام الدولي  وأن عملية صنع القرار القضائي يجب أن تأخذ في الاعتبار الاعتبارات الأخلاقية المتعلقة بالمساواة - ما وراء مجرد تفسير قانوني صارم. استقال من المحكمة في يناير 2000.

### الحالة:مشروعية التهديد بالأسلحة النووية أو استخدامها
في كانون الثاني / يناير 1995 ، طلبت الأمم المتحدة من محكمة العدل الدولية إصدار فتوى بشأن ما إذا كان التهديد باستخدام الأسلحة النووية أو استخدامها في أي ظرف أمر مسموح به بموجب القانون الدولي. كان القاضي شويبل هو القاضي الوحيد الذي رد على السؤال بطريقة إيجابية. يرى القاضي شويبل أن شرعية التهديد بالأسلحة النووية أو استخدامها مثبتة من خلال ممارسات الدول على مدى سنوات عديدة من قبل القوى الكبرى في العالم، ومجلس الأمن التابع للأمم المتحدة، والجمعية العامة للأمم المتحدة، ومعاهدة عدم انتشار الأسلحة النووية والمعاهدات النووية الأخرى.  ويلاحظ على وجه التحديد أنه في معاهدة عدم الانتشار النووي، فإن امتلاك القوى النووية الخمس الكبرى للأسلحة النووية أمر قانوني حتى نزع السلاح، وأن الردع والامتلاك المتأصلان بطبيعتهما ينطويان على التهديد باستخدامها. 
 تختلف سياسة الردع عن سياسة التهديد باستخدام الأسلحة النووية بشكل عام، ولكن إذا لم يكن هناك تهديد باستخدام محتمل في الردع، فلن يردع الردع. إذا كانت حيازة الدول النووية الخمس مشروعة حتى تحقيق نزع السلاح النووي؛ إذا كانت الحيازة هي الجزء الأفضل من الردع؛ إذا كان الردع هو الجزء الأفضل من التهديد، فإن ذلك يستتبع أن ممارسة الدول - بما في ذلك ممارساتها التعاهدية - لا تحظر تمامًا التهديد بالأسلحة النووية أو استخدامها. 
 يرى القاضي شويبل أيضًا أن مبادئ القانون الإنساني الدولي مثل التناسب في درجة القوة المطبقة، والتمييز في تطبيق القوة بين المقاتلين والمدنيين وتجنب المعاناة غير الضرورية للمقاتلين، وكلها أمور ساهمت في اختراع الأسلحة النووية، يجب أن تنطبق أيضا على الأسلحة النووية. ولكنه يعترف بأنه من الصعب للغاية تطبيق مبادئ القانون الإنساني الدولي مع ممارسة استخدام هذه الأسلحة المدمرة؛  رغم أنه لا يفعل ذلك، في رأيه، يفسد القانون الإنساني الدولي. يميز القاضي شويبل بين استخدام الأسلحة النووية لقيمة مقابلة، والتي يعتقد أنه لا يمكن التوفيق بينها وبين القانون الإنساني الدولي، والاستخدام التكتيكي للأسلحة النووية ضد الأهداف العسكرية التي يعتقد، في ظروف معينة، أنه يمكن. 
 من جهة، يتم استخدام الأسلحة النووية الاستراتيجية بكميات ضد مدن وصناعات العدو. هذا ما يسمى بـ «القيمة المضادة» (على النقيض من استخدامات «القوة المضادة» الموجهة فقط ضد القوى والمنشآت النووية للعدو) يمكن أن يتسبب في عدد هائل من القتلى والجرحى، يصل في بعض الحالات إلى الملايين؛ بالإضافة إلى أولئك الذين تأثروا على الفور من حرارة تلك الأسلحة وانفجارها، يمكن أن تتأثر أعداد كبيرة، قاتلة، عن طريق نشر الإشعاع. يمكن لـ «التبادل» الواسع النطاق لهذه الأسلحة النووية أن يدمر ليس فقط المدن بل الدول، ويجعل القارات، ربما كل الأرض، غير صالحة للسكن، إن لم يكن في وقت واحد من خلال الآثار بعيدة المدى للتداعيات النووية، لا يمكن قبول ذلك إن استخدام الأسلحة النووية على نطاق قد يؤدي، أو يمكن أن يؤدي، إلى وفاة العديد من الملايين في جحيم عشوائي وبتداعيات بعيدة المدى، وله آثار ضارة للغاية في المكان والزمان، ويجعل مساحة الأرض أو كلها غير صالحة للسكن، يمكن أن كن مشروعا. 
 رأي القاضي شويبل أن استخدام الأسلحة النووية التكتيكية، في ظروف معينة، يتوافق مع القانون الإنساني الدولي  يتناقض مع أعضاء أغلبية المحكمة، والعلماء الآخرين،  الذين يعتقدون أن السلاح النووي (من أي عائد) يؤثر المدنيين إما مباشرة أو عن طريق تصاعد العداء الذي قد يتبع. يؤكد القاضي شويبل أنه في ظروف معينة، مثل تهمة العمق النووي التي تستهدف غواصة العدو، يمكن التوفيق بين التناقض بين القانون الإنساني الدولي واستخدام الأسلحة النووية. ويذكر أن شحنة الأعماق النووية التي تستهدف غواصة العدو لا تؤدي إلى إصابات مدنية فورية، وتفي باختبار التناسب وتترك إشعاعًا أقل بكثير في المحيطات مما قد تتركه صواريخ الغواصات المستهدفة على الأرض. 

يصف القاضي شويبل التضارب الهائل بين مبادئ القانون الإنساني الدولي والأسلحة النووية على أنه توتر كبير بين ممارسات الدول والمبدأ القانوني لم يسبق له مثيل من قبل المحكمة. وهو ينتقد عدم قدرة المحكمة على استنتاج ما إذا كان التهديد بالأسلحة النووية أو استخدامها قانونيا أم غير قانوني في ظروف بالغة من الدفاع عن النفس من قبل الدولة. من وجهة نظر القاضي شويبل، من غير المقبول أن تكون المحكمة قد أصدرت قانونًا بشأن مثل هذه المسألة الحيوية، على الرغم من الأحكام الواردة في المادة 38 من النظام الأساسي للمحكمة التي تهدف إلى منع مثل هذه النتيجة. أعرب شويبل عن فزعه بقوله: 
 هذا استنتاج مذهل يتعين التوصل إليه من قبل محكمة العدل الدولية. على الرغم من حقيقة أن نظامها الأساسي «يشكل جزءًا لا يتجزأ» من ميثاق الأمم المتحدة، وعلى الرغم من الشروط الشاملة والفئوية للمادة 2، الفقرة 4، والمادة 51 من ذلك الميثاق، فإن المحكمة تخلص إلى القضية العليا للتهديد أو استخدام القوة في عصرنا الذي ليس له رأي. وفي «ظروف بالغة الخطورة للدفاع عن النفس، يكون فيها بقاء الدولة ذاته على المحك»، تجد المحكمة أن القانون الدولي وبالتالي ليس لدى المحكمة ما تقوله. بعد شهور عديدة من التقييم المؤلم للقانون، تكتشف المحكمة أنه لا يوجد. عندما يتعلق الأمر بالمصالح العليا للدولة، فإن المحكمة تتجاهل التقدم القانوني للقرن العشرين، وتتجاهل أحكام ميثاق الأمم المتحدة التي تعتبر «الجهاز القضائي الرئيسي»، وتعلن بعبارات تعزيزية للواقعية السياسية. تناقضها حول أهم أحكام القانون الدولي الحديث. إذا كان هذا هو حكمها النهائي، كان من الأفضل للمحكمة أن تعتمد على تقديرها الذي لا شك فيه في عدم إصدار رأي على الإطلاق.  

### القضية:نيكاراغوا ضد.الولايات المتحدة الأمريكية
في 9 أبريل 1984، قدمت نيكاراغوا شكوى إلى محكمة العدل الدولية تفيد أن الولايات المتحدة تنتهك القانون الدولي باستخدام القوة العسكرية ضد نيكاراغوا والتدخل في الشؤون الداخلية لنيكاراغوا، في انتهاك لسيادتها وسلامتها الإقليمية واستقلالها السياسي. وجادلت الولايات المتحدة بأن المحكمة لم يكن لديها اختصاص للنظر في القضية، ووافق القاضي شويبل في الأصوات الأولى والثانية والثالثة التي أجريت لتحديد اختصاص المحكمة، على ذلك؛ ومع ذلك، في التصويت الرابع، على الرغم من التحذيرات القوية من قبل حكومته (الولايات المتحدة) لرفض الطلب، وافق مع زملائه القضاة على أن الشكوى مقبولة وينبغي الاستماع إليها. كما اتفق القاضي شويبل مع المحكمة على أن تعدين الولايات المتحدة لموانئ نيكاراغوا دون سابق إنذار يعد انتهاكًا للقانون الدولي العرفي. وأشار إلى أن التعدين غير المعلن عنه من المحتمل أن يؤثر على دول الطرف الثالث. وجد القاضي شويبل أيضًا أن الولايات المتحدة انتهكت قانون الحرب عندما قامت وكالة المخابرات المركزية بتنسيق نشر وتوزيع دليل بعنوان Operaciones Sicologicas en Guerra de Guerillas .  ومع ذلك، باستثناء القاضيين شيغيرو أودا (اليابان) والسير روبرت جينينغز (المملكة المتحدة)، فقد اختلف بشدة مع تفسير ما يشكل هجومًا مسلحًا، بموجب القانون الدولي، من قبل دولة على دولة أخرى. ووجدت أغلبية المحكمة أن الأسلحة التي قدمتها نيكاراغوا إلى الجماعة المتمردة الموالية لنيكاراغوا في السلفادور بموجب القانون الدولي، لا تشكل هجوما مسلحا على دولة السلفادور من قبل نيكاراغوا، ونتيجة لذلك، لم يكن لدى الولايات المتحدة حق بموجب المادة 51 من ميثاق الأمم المتحدة للدفاع الجماعي عن النفس لدعم حليفتها السلفادور. ومع ذلك، شعر القاضي شويبل أن حجم مشاركة نيكاراغوا تجاوز عتبة ما يمكن اعتباره، بموجب القانون الدولي العرفي، هجومًا مسلحًا من قبل دولة على دولة أخرى. وذكر في رأيه المخالف أن أغلبية المحكمة لم تنظر بدقة في الأدلة الهائلة على أن نيكاراغوا تدعم بقوة التمرد في السلفادور. 
 لقد استبعدت (المحكمة) الأدلة التي لا جواب لها عن تدخل نيكاراغوا الرئيسي والمستمر في التمرد السلفادوري، واستبعدته، وعذرته، والتدخل الذي تألف ليس فقط في توفير كميات كبيرة من الأسلحة الصغيرة حتى أوائل عام 1981، ولكن توفير الأسلحة والذخيرة والذخائر واللوازم بعد ذلك وتوفير مراكز القيادة والسيطرة ومرافق التدريب والاتصالات وغيرها من أشكال الدعم قبل وبعد عام 1981. "  
 ينظر القاضي شويبل إلى المحكمة على أنها لم يتم تسليمها حتى في تفسيرها للأدلة والشهادات. وهو يشعر أن المحكمة لم تولي اهتماما كافيا لحقوق كل من الولايات المتحدة وجيران نيكاراغوا. ووجد أن التأكيد على حقوق نيكاراجوا، بينما ادعت الولايات المتحدة أن نيكاراجوا كانت نفسها وراء حركة العصابات في السلفادور، "تتعارض مع مبادئ المساواة بين الدول". يلاحظ القاضي شويبل أيضًا أن الاسم المخصص للقضية (الأنشطة العسكرية وشبه العسكرية في نيكاراغوا وضدها) يشير إلى التحيز المتأصل والحكم المحدد مسبقًا. وقد كتب العلماء أن القاضي شويبل تم منعه من تقديم دعوى لرأيه بسبب انسحاب الولايات المتحدة من الإجراءات، ونتيجة لذلك، عدم وجود محام في المحكمة للدفاع عن سياسة الولايات المتحدة ومهاجمة الأدلة المقدمة من نيكاراغوا.

## وظيفة ما بعد محكمة العدل الدولية
منذ نهاية فترة عمله في محكمة العدل الدولية، عمل القاضي شويبل كمحامي ووسيط ومحكم مستقل في النزاعات التي تضمنت القانون التجاري وقانون الشركات والقانون الدولي العام. وقد تم تعيينه في 67 من إجراءات التحكيم التي تضمنت النزاعات بين الدول والنزاعات بين الدول والمستثمرين الأجانب. في أكتوبر 2010 ، تم تعيين شويبيل من قبل الأمين العام للأمم المتحدة بان كي مون كرئيس لمشروع Kishanganga / Neelum River Hydro-Electric (باكستان ضد. الهند) التحكيم. كما عمل كمستشار ومناصر لكولومبيا في نزاعها بشأن تعيين الحدود الإقليمية والبحرية مع نيكاراغوا وبليز في نزاعها الإقليمي والجزري والبحري مع غواتيمالا. في أكتوبر 2007 ، تم تعيين القاضي شويبل في محكمة من ثلاثة أعضاء مكلفة بمهمة تحديد ما إذا كان سيتم إلغاء القرار (بشأن الاختصاص) الذي تم تقديمه في النزاع بين الشركة المسجلة في المملكة المتحدة الماليزية التاريخية سالفورز وحكومة ماليزيا.

### منتديات التحكيم
كان القاضي شويبل رئيسًا أو محكمًا معينًا من قبل طرف غرفة التجارة الدولية، والمركز الدولي لتسوية منازعات الاستثمار، وجمعية التحكيم الأمريكية، ومعهد التحكيم لغرفة ستوكهولم التجارية ، ومحكمة لندن للتحكيم الدولي ، محكمة التحكيم الدائمة، جمعية التحكيم التجاري الياباني ولجنة الأمم المتحدة للقانون التجاري الدولي (الأونسيترال) الإجراءات المخصصة.

## المناصب الحالية
- قاضية بالمحكمة الإدارية للبنك الدولي (عضو منذ 2007 حتى الآن).
- عضو محكمة التحكيم الدائمة ، لاهاي ، هولندا ، 2006 حتى الآن.
- عضو مجلس إدارة جمعية التحكيم الأمريكية ، منذ 2006.
- عضو هيئة المحكمين بالجمعية اليابانية للتحكيم التجاري ، منذ 2003.
- عضو معهد التحكيم الدولي ، 2001 حتى الآن.
- عضو فريق الموفقين والمحكمين بالمركز الدولي لتسوية منازعات الاستثمار (ICSID)، منذ 2000.
- عضو المركز الدولي لتسوية المنازعات قائمة المحايدين من AAA ، 2000 حتى الوقت الحاضر.
- محرر (فخري)، المجلة الأمريكية للقانون الدولي ، 1996 حتى الوقت الحاضر (عضو مجلس المحررين ، 1967-1981).
- عضو معهد ديترويت الدولي ، 1981 حتى الآن.
- مجلس العلاقات الخارجية ، 1956 حتى الآن.
- عضو الجمعية الأمريكية للقانون الدولي ، 1956 حتى الآن.
- عضو رابطة القانون الدولي ، 1956 حتى الآن.

## المناصب السابقة غير المنتخبة
- المحكمة الإدارية للبنك الدولي

رئيس المحكمة ، 2010- (أكتوبر) 2017
- المحكمة الإدارية لصندوق النقد الدولي

رئيس المحكمة ، 1994-2010

## الجوائز

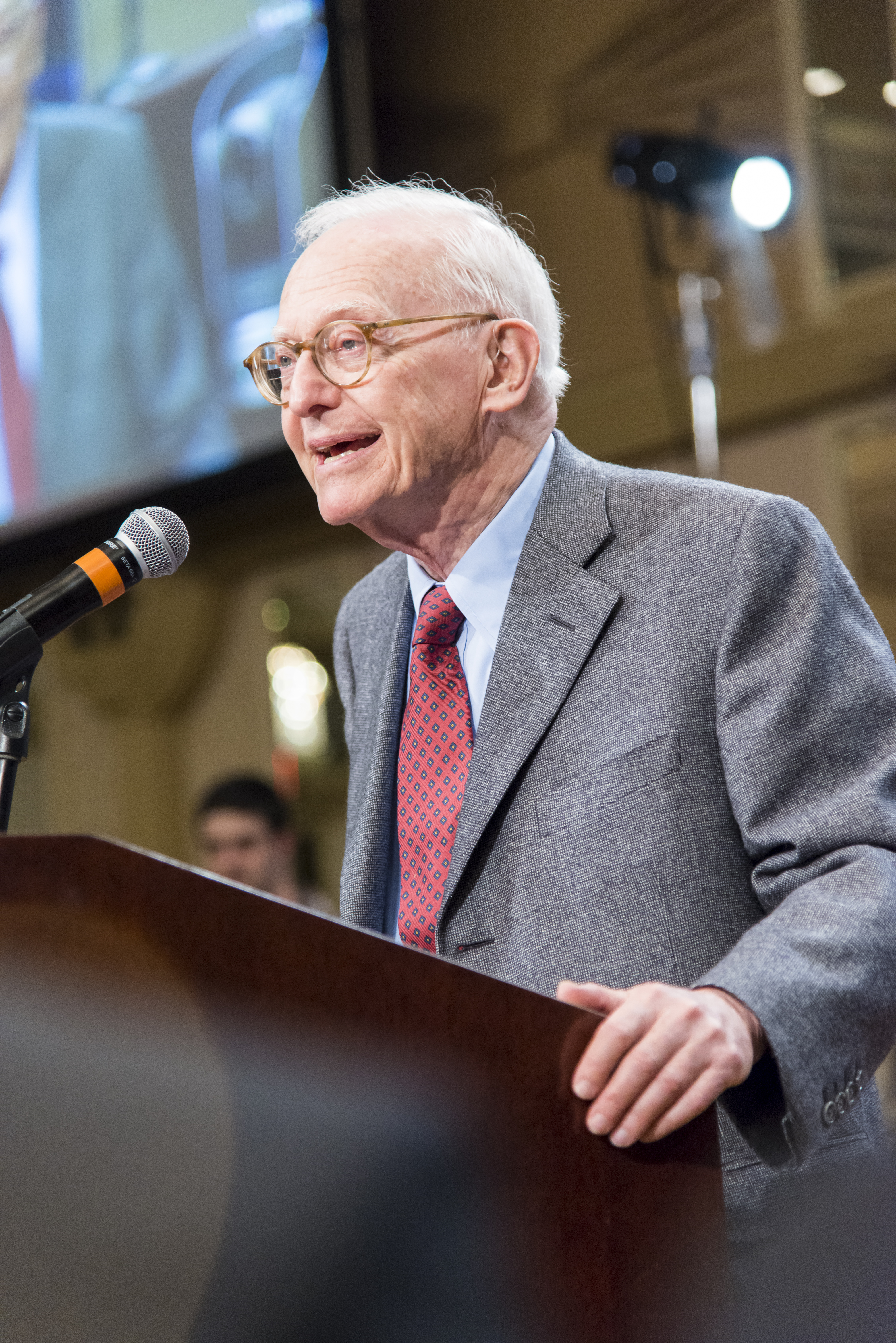
القاضي شويبل كمتحدث رئيسي في نهائي 2014 لمسابقة المحكمة الصورية للمحكمة فيليب جيسوب. كتب القاضي شويبل أول حل وسط للمسابقة في 1959-1960.

- زميل فخري، كلية ترينيتي ، جامعة كامبريدج، 2005
- ليرة لبنانية. د ، جامعة ميامي، 2002 (فخري)
- الرئيس الفخري للجمعية الأمريكية للقانون الدولي ، 1996-2001
- ميدالية Manley O. Hudson ، الجمعية الأمريكية للقانون الدولي ، 2000
- مقعد فخري ، جرايز إن ، لندن ، 1998
- جائزة فولفجانج فريدمان ، كلية الحقوق بجامعة كولومبيا ، 1998
- وسام الاستحقاق من كلية الحقوق بجامعة ييل 1997
- ليرة لبنانية. جامعة د هوفسترا، 1997 (فخري)
- الميدالية الرئاسية ، جامعة جونز هوبكنز ، 1992
- وسام ويل ، كلية الحقوق بجامعة نيويورك ، 1992
- ليرة لبنانية. د ، جامعة بوبال ، الهند ، 1983 (فخري)
- جائزة غريني ، كلية الحقوق بجامعة ييل ، 1954
- زمالة فرانك نوكس التذكارية ، جامعة هارفارد ، 1950
- فاي بيتا كابا، جامعة هارفارد ، 1950

## أعمال مختارة
- «التحكيم الدولي: ثلاث مشاكل بارزة (محاضرات هيرش لوترباخت التذكارية).» 1993، كامبريدج.
- «العدالة في القانون الدولي - كتابات مختارة للقاضي ستيفين شويبيل.» 2008، كامبريدج.
- «العدالة في القانون الدولي - كتابات مختارة أكثر.» 2011، كامبريدج.
- «الأمين العام للأمم المتحدة: سلطاته وممارساته». 1952، هارفارد.